# Petizione online
Una petizione online (o petizione su internet) è un tipo di petizione che viene firmata in virtuale, spesso attraverso un form presente su un sito web. I visitatori, aggiungono i loro dettagli, solitamente e-mail e nome, ed una volta raccolto un numero sufficiente di adesioni viene inviata al destinatario.

## Pro e contro
Il loro formato rende più semplice per la gente creare una petizione. Vari siti permettono a chiunque disponga di un computer di chiedere interventi, domandare o protestare per qualsiasi cosa, ad esempio un intervento per sistemare qualche problema oppure semplicemente portarlo all'attenzione dell'opinione pubblica.
Le persone che firmano la petizione per via elettronica possono anche invalidarne la legittimità. Senza una verifica (ad esempio mediante un'e-mail di conferma), chiunque può riempire facilmente una petizione di nomi ed e-mail falsi. Un'autorità locale può quindi imporre ad un gruppo di protesta che supporta una certa causa di richiedere a quanti appoggiano la petizione oltre alla firma anche il nome completo e un dato di controllo (un numero di telefono, il numero della patente di guida o del passaporto) in modo da essere sicuri che la firma sia originale e non venga falsificata.
Le petizioni Internet presentano un vantaggio in termini di risorse da impegnare nell'attività di raccolta, perché evitano di creare stand nelle maggiori piazze italiane oppure un'attività di raccolta "porta a porta", ancora più impegnativa. Con la semplice iscrizione gratuita a qualche sito di petizioni on line, è possibile avviare una campagna di raccolta.
Altro problema è la pubblicizzazione della raccolta, per evitare che lo spazio aperto resti privo di firme. Il web è anche uno strumento per veicolare informazioni velocemente e a basso costo, e raccogliere firme tramite stampa specializzata, blog e forum.
Le petizioni on line consentono un esercizio più esteso e democratico del diritto di petizione, poiché anche piccole organizzazioni o singoli cittadini che non dispongono dei volontari o delle risorse economiche necessarie per una campagna organizzata, possono aprire un sito per la raccolta e ottenere una buona visibilità della loro iniziativa nel web.
Un rischio consiste che queste azioni meramente simboliche vadano a sostituire azioni concrete, piuttosto che affiancarsi ad esse o sostenerle attivamente.

## Nel mondo

### Germania
Per presentare o firmare una petizione al parlamento tedesco bisogna essere registrati presso un apposito portale web, che include anche un forum di discussione, questo per stimolare il dibattito e la qualità delle richieste. Se si raggiunge la soglia di 50.000 firme raccolte in 4 settimane, il Bundestag è obbligato a discuterla. Dal 2012 può essere pubblicata sul sito web della commissione su richiesta del firmatario.

### Italia
A livello nazionale non vi è alcun portale, messo a disposizione dal Governo o dal Parlamento, per lanciare e raccogliere le firme online. L'unico mezzo digitale a disposizione è un indirizzo mail dove si possono inoltrare, come singolo cittadino, petizioni alla Camera od al Senato; solo per quest'ultima c'è l'obbligo di risposta.
Gli unici esempi arrivano da alcuni comuni sparsi per la penisola, come ad esempio quello di Vicenza che mette a disposizione un portale, costruito insieme ad altri comuni della Provincia.

### Regno Unito
Dal 2011 esiste un apposito sito web dove poter lanciare petizioni rivolte al parlamento. Servono 100.000 firme per portarlo all'attenzione di un'apposita commissione, che si riunisce una volta alla settimana per valutare quali petizioni portare al dibattito parlamentare. Nel 2015 tutto il software è stato cambiato con il proposito di aumentare l'informazione a disposizione del cittadino.

### Stati Uniti d'America
Il 22 settembre 2011, negli Stati Uniti d'America, è stato lanciato un portale all'interno del sito presidenziale, chiamato We the People, dove può registrarsi chiunque abbia compiuto 13 anni d'età. Servono 150 firme per essere visibili con la ricerca e 100.000 firme per avere una risposta, da raccogliere entro 30 giorni. Il limite iniziale di 5.000 adesioni è stato alzato il 3 ottobre 2011 a 25.000, per poi portarlo il 16 gennaio 2013 al numero attuale.

### Unione europea
Esiste un unico strumento digitale messo a disposizione dall'Unione Europa ed è il diritto d'iniziativa dei cittadini europei, per portare una richiesta ed avere una risposta servono 1.000.000 di firme di residenti in almeno un quarto degli stati membri, da raccogliere entro un anno. Chi vuole lanciare una raccolta firme deve caricare sul proprio sito un apposito software open source, messo a disposizione dalla commissione.